# آماندا لونز
آماندا لونز (انگلیسی: Amanda Levens؛ زادهٔ ۲۴ ژانویهٔ ۱۹۷۹) بازیکن بسکتبال، و سرمربی (بسکتبال) اهل ایالات متحده آمریکا است.